# سیارک ۵۴۳۶۲
سیارک ۵۴۳۶۲ (به انگلیسی: 54362 Restitutum، نامگذاری:2000KP38) پنجاه و چهار هزار و سیصد و شصت و دومین سیارک کشف شده‌است که در ۲۷ مه ۲۰۰۰ کشف شد.